# Aliette Crépin
Pour les articles homonymes, voir Crépin.
Aliette Crépin, née Batier le 8 juin 1930 à Limoges (Haute-Vienne)  et décédée le 14 avril 2019 à Soissons (Aisne), est une femme politique française.

## Biographie
Elle entre à l'Assemblée Nationale après la nomination d'André Rossi au gouvernement. Elle est également maire de Vic-sur-Aisne de 1968 à 1977.

## Détail des fonctions et des mandats
Mandat parlementaire
- 29 juin 1974 - 2 avril 1978 : Députée de la 5e circonscription de l'Aisne